# Parc national Kuururjuaq
Le parc national Kuururjuaq est  un parc national du Québec, au Canada.  Il a pour mission de protéger la vallée de la rivière Koroc, tributaire de la baie d'Ungava, ainsi qu'une partie des monts Torngat.  Le mont D'Iberville, la plus haute montagne du Québec, est situé dans ce parc.
Ce parc est le plus grand parc national du Québec, alors qu'il est trois fois plus que le parc du Mont-Tremblant et 81 fois plus que le parc du Mont-Orford!

## Toponymie
Le nom du parc provient du nom de la rivière Koroc, « Kuururjuaq » et signifie « grand lit de rivière » ou « étroite vallée sans rivière » en inuktitut.

## Géographie
Le parc de 4 460,80 km2 est situé dans le Nord-Est du Québec tout juste à l'est du village inuit de Kangiqsualujjuaq. Le parc comprend la totalité du bassin de la rivière Koroc. La ligne de partage des eaux des monts Torngat forme la limite orientale du parc et la frontière entre Québec et Terre-Neuve-et-Labrador. Kuururjuaq partage aussi sa limite est avec le parc national des Monts-Torngat qui est situé à Terre-Neuve-et-Labrador.

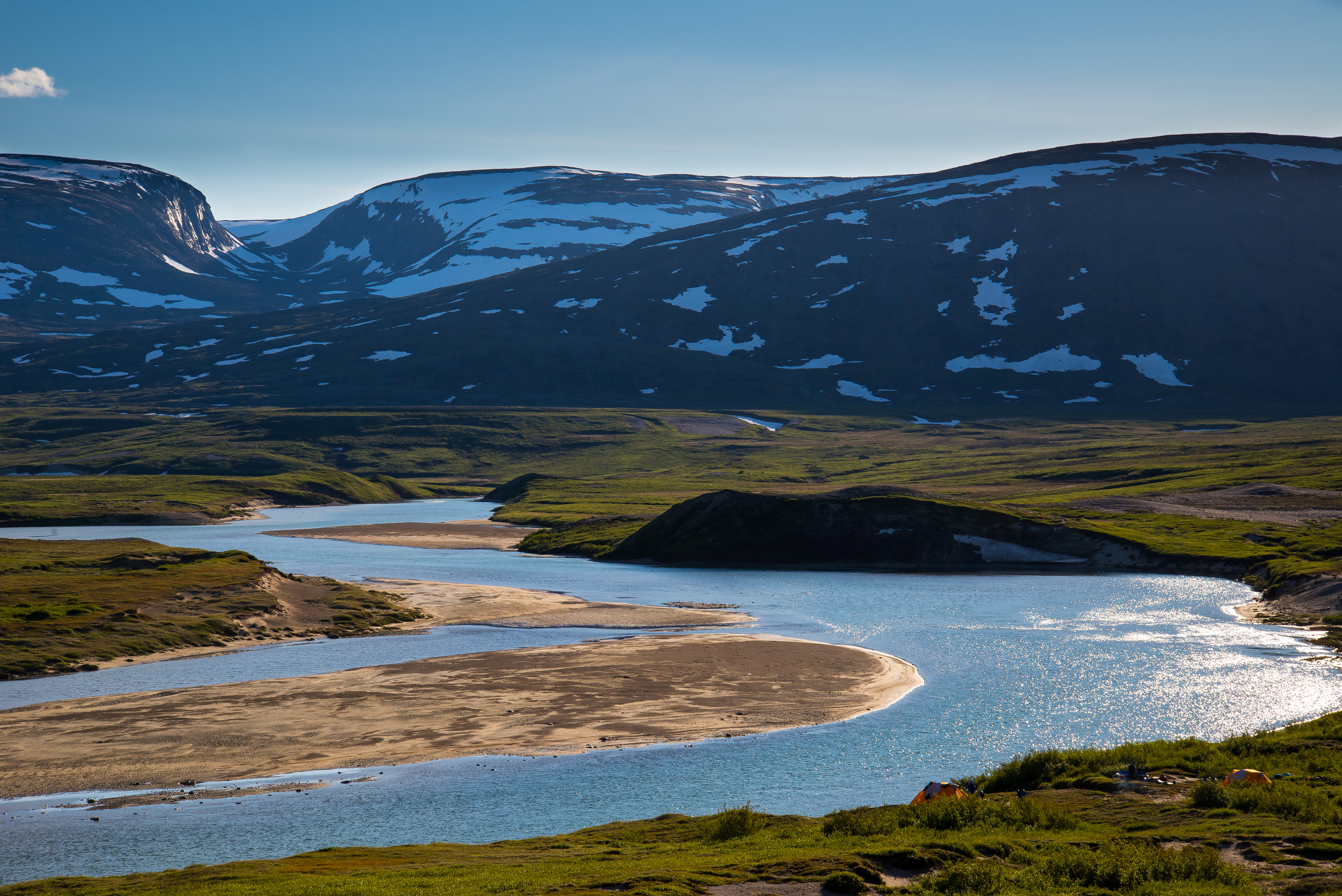
Rivière Koroc
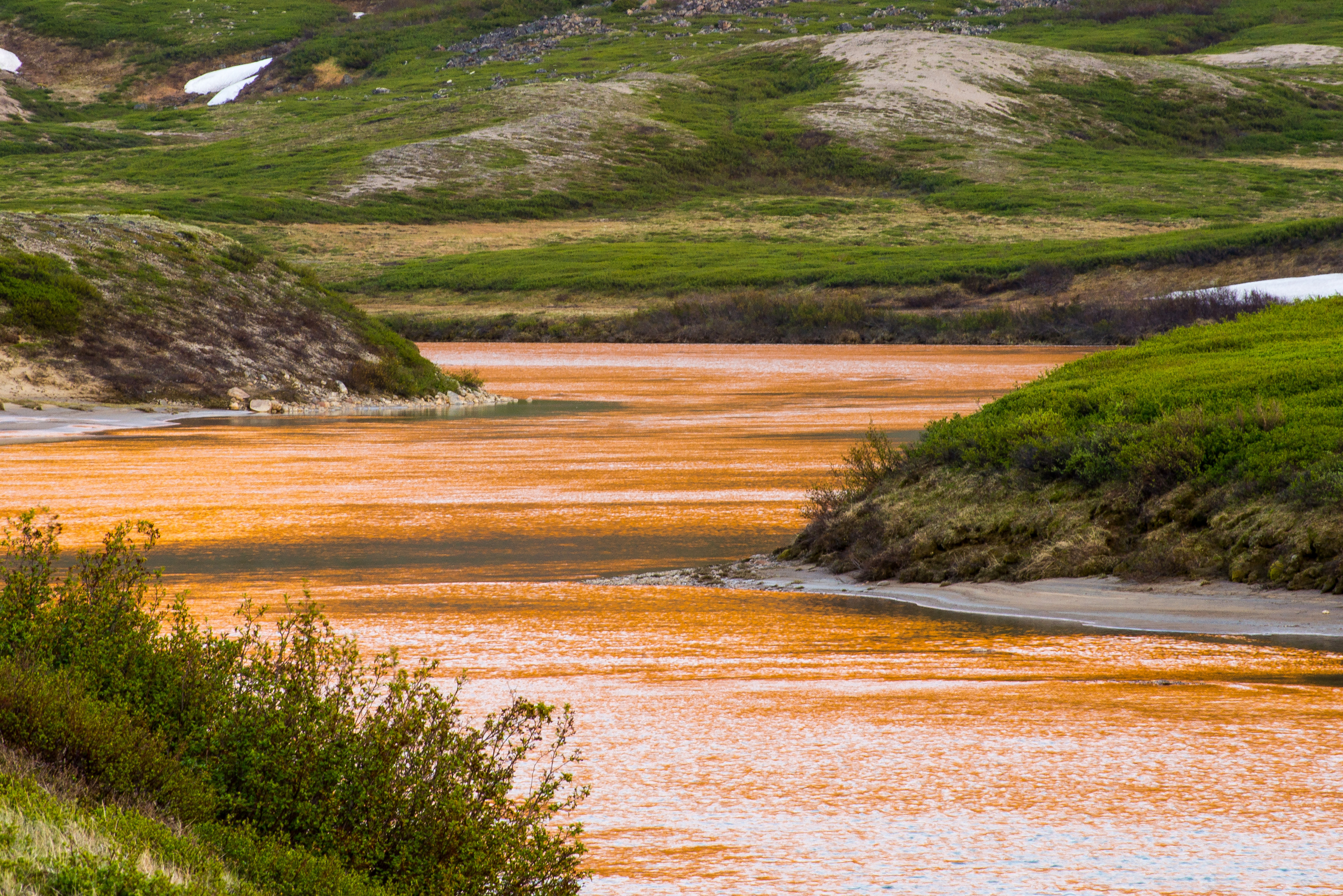
Coucher de soleil sur la rivière
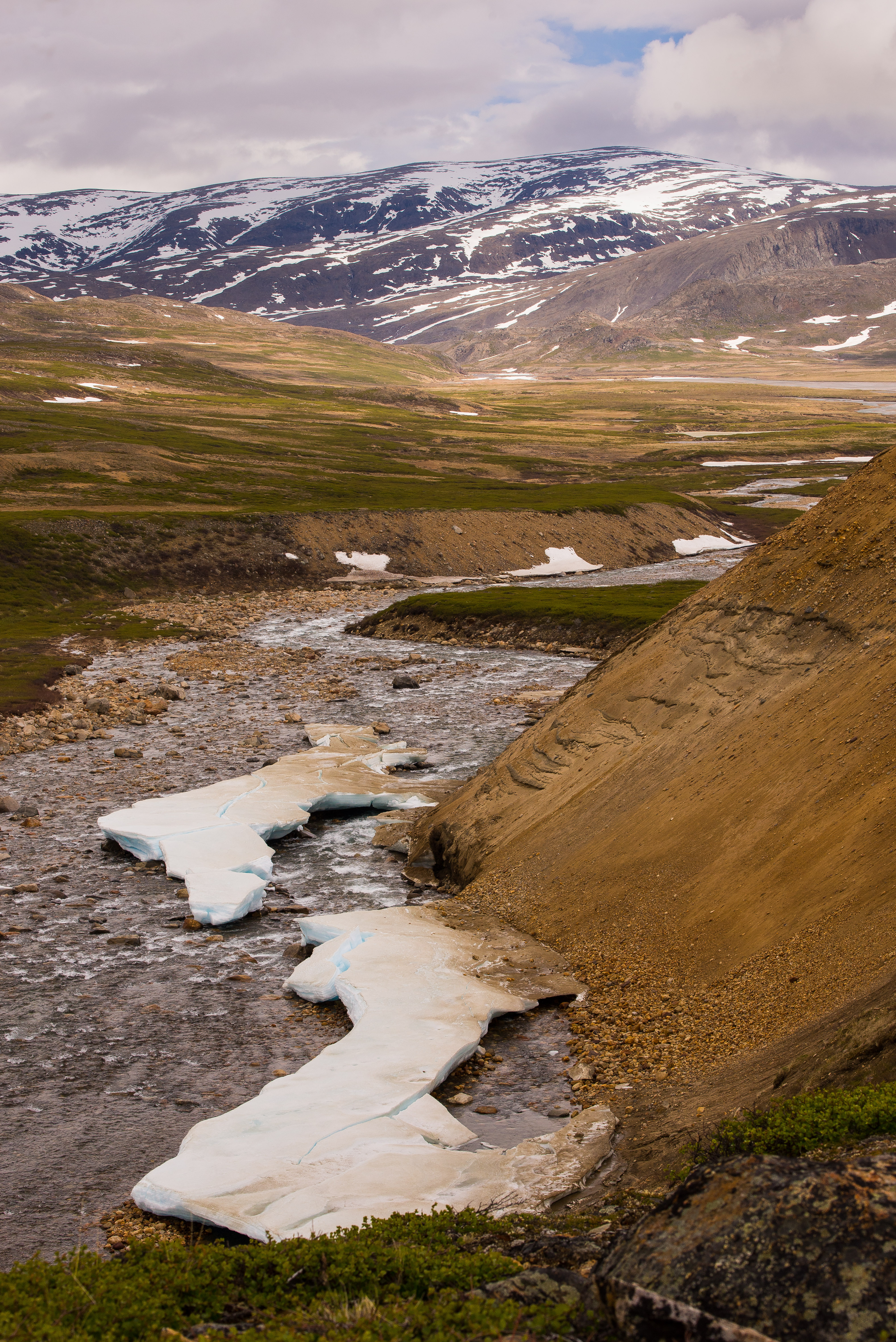
Ruisseau affluent (juillet 2013)
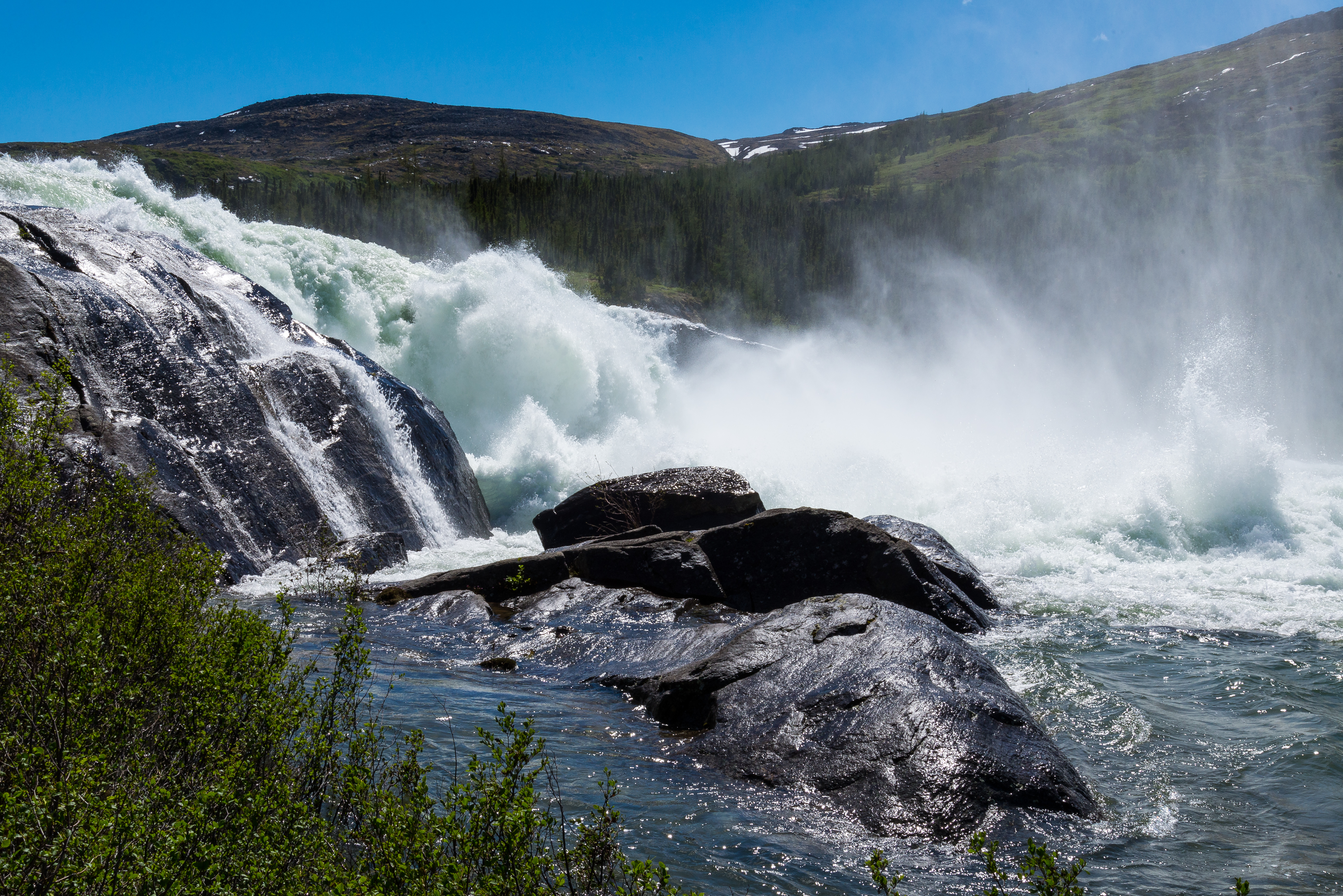
Chutes Korluktok
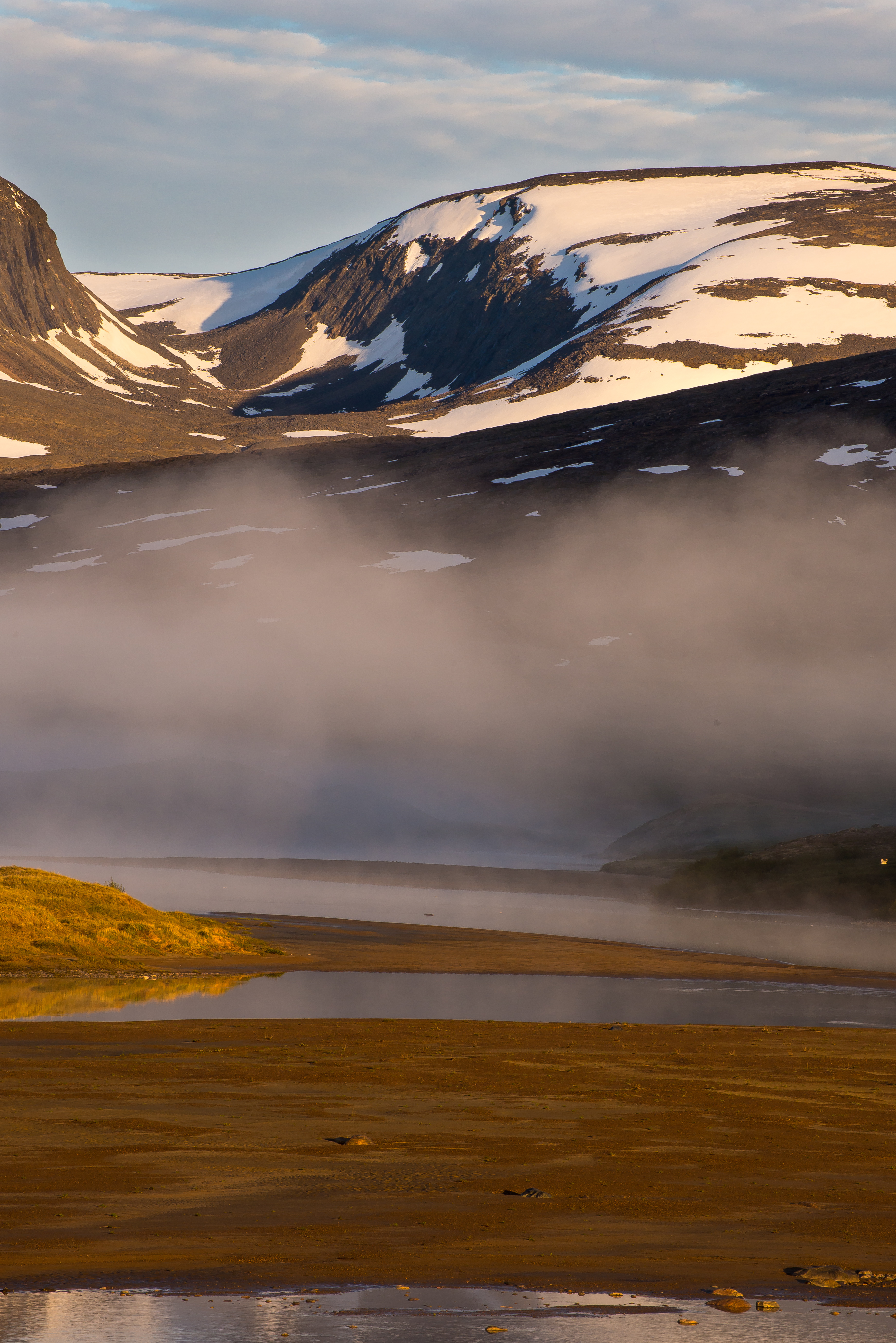
Paysage au petit matin
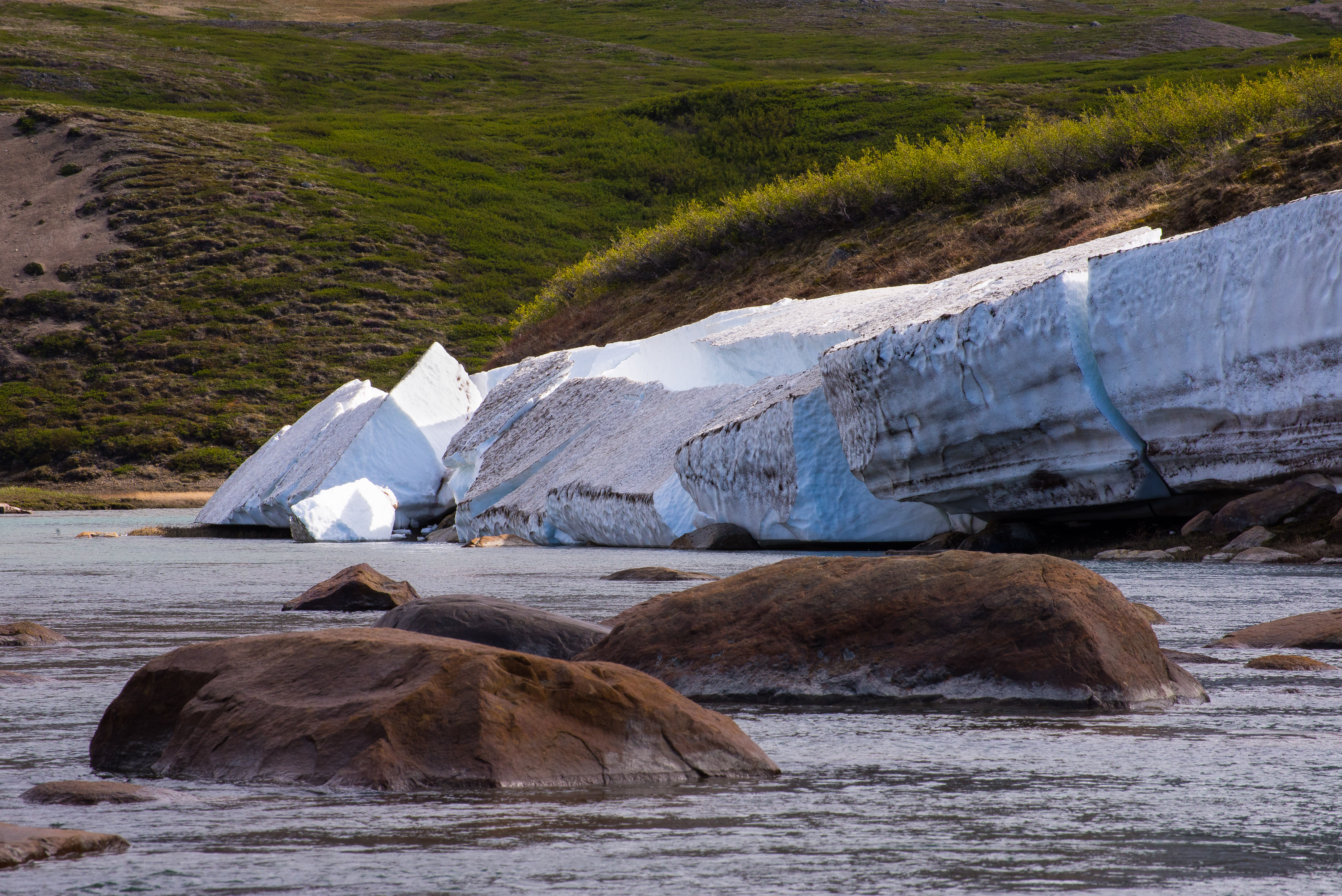
Neige sur la rivière (juillet 2013)
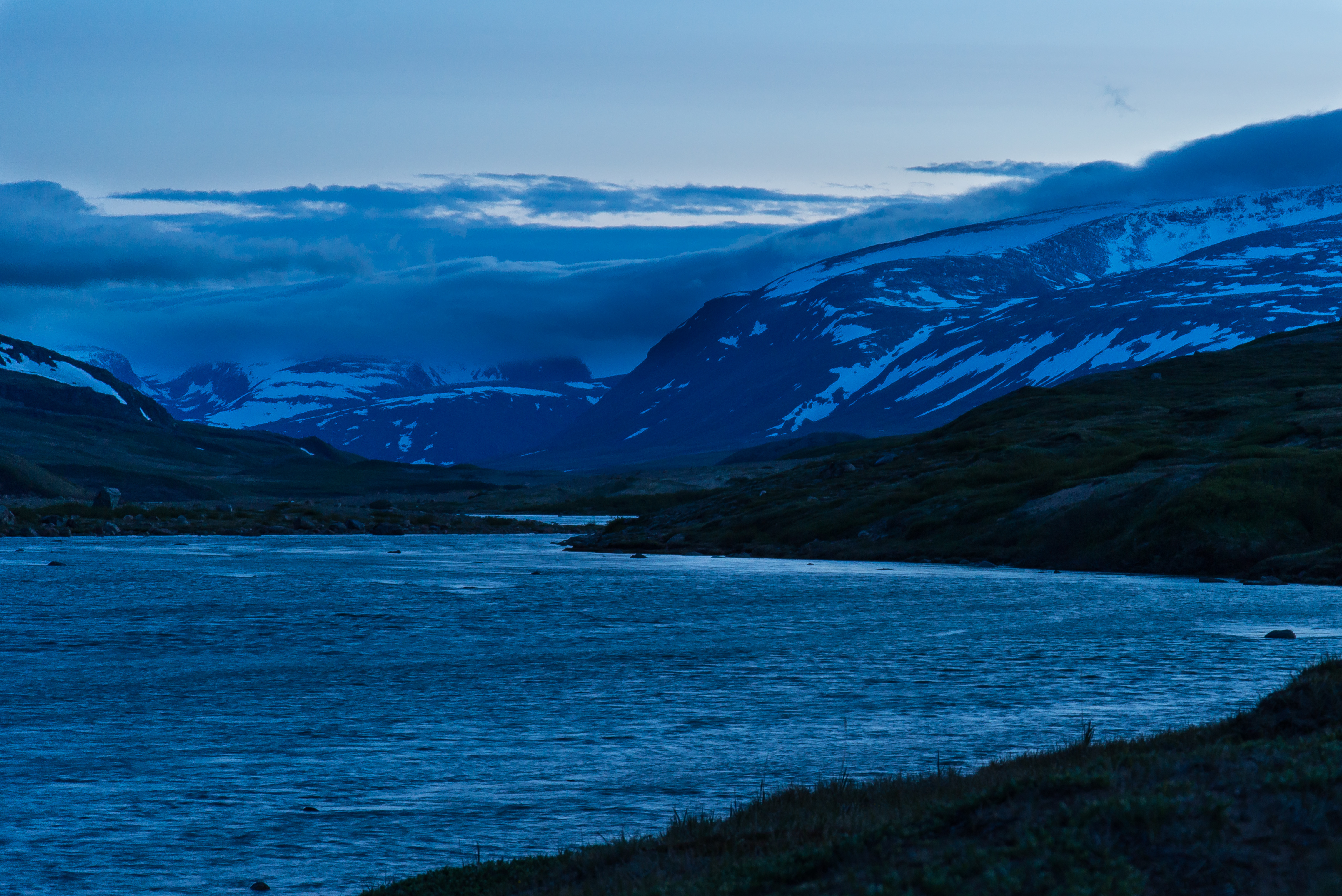
Heure bleue arctique